# Liste der Nummer-eins-Hits in Spanien (2010)
Dies ist eine Liste der Nummer-eins-Hits in Spanien im Jahr 2010. Sie basiert auf den offiziellen Chartlisten der Productores de Música de España (Promusicae), der spanischen Landesgruppe der IFPI. Es gab in diesem Jahr zwölf Nummer-eins-Singles und 27 Nummer-eins-Alben.

## Singles
| ← 2009 ← | Liste der Nummer-eins-Hits in Spanien | Liste der Nummer-eins-Hits in Spanien        | Liste der Nummer-eins-Hits in Spanien | 2011 → |
| \| Zeitraum \| Wo. ges. \| Interpret \| Titel Autor(en) \| Zusätzliche Informationen \| \| (Zeitraum, Wochen auf Platz eins, Interpret, Titel, Autor[en], zusätzliche Informationen) \| \| \| \| \| \| ----------------------------------------------------------------------------------------- \| -------- \| -------------------------------------------- \| ----------------------------------------------------------------------------------------------------------------------------------------------------------------------------------------------------------------------------------------------------------------------------------------------- \| --------------------------------------------------------------------------------------------------------------------------------------------------------------------------------------------------------------------------------------------------------------------------------------------- \| \| 6. Dezember 2009 – 2. Januar 2010 4 Wochen (insgesamt 5) \| 5 \| Buraka Som Sistema feat. Pongo Love \| Kalemba (Wegue wegue) João Pedro da Silva Branco Barbosa, Rui Pedro Soares da Silva Pité, Andro del Pozo Botelho de Carvalho, Engracia Domingos da Silva \| – \| \| 3. Januar 2010 – 16. Januar 2010 2 Wochen (insgesamt 7) \| 7 \| Manuel Carrasco con Malú \| Que nadie Manuel Carrasco Galloso \| – \| \| 17. Januar 2010 – 13. Februar 2010 4 Wochen \| 4 \| Lady Gaga \| Bad Romance Nadir Khayat Maher, Stefani Joanne Angelina Germanotta \| – \| \| 14. Februar 2010 – 20. Februar 2010 1 Woche \| 1 \| David Bisbal \| Mi princesa Amaury Gutiérrez Brufau, David Bisbal Ferre \| – \| \| 21. Februar 2010 – 27. Februar 2010 1 Woche (insgesamt 9) \| 9 \| Estopa \| El run run David Muñoz Calvo, José Manuel Muñoz Calvo \| – \| \| 28. Februar 2010 – 6. März 2010 1 Woche \| 1 \| David DeMaría, Pastora Soler y Vanesa Martín \| Himno de Andalucía Musik: José del Castillo y Díaz; Text: Blas Infante Pérez de Vargas \| Der Andalusientag stand unter dem Eindruck des Erdbebens in Haiti und so wurde die Aufnahme der Regionalhymne zu einer Benefizsingle zugunsten der Opfer der Naturkatastrophe.[1] \| \| 7. März 2010 – 24. April 2010 7 Wochen (insgesamt 9) \| 9 \| Estopa \| El run run David Muñoz Calvo, José Manuel Muñoz Calvo \| – \| \| 25. April 2010 – 8. Mai 2010 2 Wochen \| 2 \| Verschiedene Interpreten \| Ay Haití Carlos Jean Arriaga \| Nach dem verheerenden Erdbeben in Haiti 2010 bringt der spanische Produzent Carlos Jean 25 spanische und südamerikanische Musiker für diese Benefizaktion zusammen, darunter Alejandro Sanz, Enrique Iglesias, Estopa, Juanes, Shakira, Miguel Bosé, La Oreja de Van Gogh und David Otero.[2] \| \| 9. Mai 2010 – 29. Mai 2010 3 Wochen \| 3 \| Edward Maya & Vika Jigulina \| Stereo Love Eduard Marian Ilie, Victoria Corneva, Eldar Bəhram oğlu Mansurov \| – \| \| 30. Mai 2010 – 5. Juni 2010 1 Woche (insgesamt 9) \| 9 \| Estopa \| El run run David Muñoz Calvo, José Manuel Muñoz Calvo \| – \| \| 6. Juni 2010 – 2. Oktober 2010 17 Wochen \| 17 \| Shakira feat. Freshlyground \| Waka Waka (This Time for Africa) Shakira Isabel Mebarak Ripoll, John Graham Hill, Zolani Monica Mahola, Simon Eric Attwell, Peter David Cohen, Kyla-Rose Smith, Julio Navela Sigauque, Neil John Francis Hawks, Eugene Victor Doo Belley, Jean Paul Zé Bella, Emile Kojidie, Seredeal Scheepers \| – \| \| 3. Oktober 2010 – 23. Oktober 2010 3 Wochen \| 3 \| Eminem feat. Rihanna \| Love the Way You Lie Alexander Grant Jr., Marshall Bruce Mathers III, Holly Brook Hafermann \| – \| \| 24. Oktober 2010 – 25. Dezember 2010 9 Wochen (insgesamt 12) \| 12 \| Shakira feat. El Cata \| Loca Armando Christian Pérez, Edward Edwin Bello Pou, Shakira Isabel Mebarak Ripoll, Carlos Daniel Crespo-Planas \| – \| \| 26. Dezember 2010 – 1. Januar 2011 1 Woche \| 1 \| Amaia Montero \| Chiquitita Benny Goran Bror Andersson, Björn Kristian Ulvaeus \| – \| |                                       |                                              | | |
| ← 2009 |                                       |                                              | | → 2011 → |
| Zeitraum | Wo. ges.                              | Interpret                                    | Titel Autor(en) | Zusätzliche Informationen |
| (Zeitraum, Wochen auf Platz eins, Interpret, Titel, Autor[en], zusätzliche Informationen) |                                       |                                              | | |
| 6. Dezember 2009 – 2. Januar 2010 4 Wochen (insgesamt 5) | 5                                     | Buraka Som Sistema feat. Pongo Love          | Kalemba (Wegue wegue) João Pedro da Silva Branco Barbosa, Rui Pedro Soares da Silva Pité, Andro del Pozo Botelho de Carvalho, Engracia Domingos da Silva | – |
| 3. Januar 2010 – 16. Januar 2010 2 Wochen (insgesamt 7) | 7                                     | Manuel Carrasco con Malú                     | Que nadie Manuel Carrasco Galloso | – |
| 17. Januar 2010 – 13. Februar 2010 4 Wochen | 4                                     | Lady Gaga                                    | Bad Romance Nadir Khayat Maher, Stefani Joanne Angelina Germanotta | – |
| 14. Februar 2010 – 20. Februar 2010 1 Woche | 1                                     | David Bisbal                                 | Mi princesa Amaury Gutiérrez Brufau, David Bisbal Ferre | – |
| 21. Februar 2010 – 27. Februar 2010 1 Woche (insgesamt 9) | 9                                     | Estopa                                       | El run run David Muñoz Calvo, José Manuel Muñoz Calvo | – |
| 28. Februar 2010 – 6. März 2010 1 Woche | 1                                     | David DeMaría, Pastora Soler y Vanesa Martín | Himno de Andalucía Musik: José del Castillo y Díaz; Text: Blas Infante Pérez de Vargas | Der Andalusientag stand unter dem Eindruck des Erdbebens in Haiti und so wurde die Aufnahme der Regionalhymne zu einer Benefizsingle zugunsten der Opfer der Naturkatastrophe. |
| 7. März 2010 – 24. April 2010 7 Wochen (insgesamt 9) | 9                                     | Estopa                                       | El run run David Muñoz Calvo, José Manuel Muñoz Calvo | – |
| 25. April 2010 – 8. Mai 2010 2 Wochen | 2                                     | Verschiedene Interpreten                     | Ay Haití Carlos Jean Arriaga | Nach dem verheerenden Erdbeben in Haiti 2010 bringt der spanische Produzent Carlos Jean 25 spanische und südamerikanische Musiker für diese Benefizaktion zusammen, darunter Alejandro Sanz, Enrique Iglesias, Estopa, Juanes, Shakira, Miguel Bosé, La Oreja de Van Gogh und David Otero. |
| 9. Mai 2010 – 29. Mai 2010 3 Wochen | 3                                     | Edward Maya & Vika Jigulina                  | Stereo Love Eduard Marian Ilie, Victoria Corneva, Eldar Bəhram oğlu Mansurov | – |
| 30. Mai 2010 – 5. Juni 2010 1 Woche (insgesamt 9) | 9                                     | Estopa                                       | El run run David Muñoz Calvo, José Manuel Muñoz Calvo | – |
| 6. Juni 2010 – 2. Oktober 2010 17 Wochen | 17                                    | Shakira feat. Freshlyground                  | Waka Waka (This Time for Africa) Shakira Isabel Mebarak Ripoll, John Graham Hill, Zolani Monica Mahola, Simon Eric Attwell, Peter David Cohen, Kyla-Rose Smith, Julio Navela Sigauque, Neil John Francis Hawks, Eugene Victor Doo Belley, Jean Paul Zé Bella, Emile Kojidie, Seredeal Scheepers | – |
| 3. Oktober 2010 – 23. Oktober 2010 3 Wochen | 3                                     | Eminem feat. Rihanna                         | Love the Way You Lie Alexander Grant Jr., Marshall Bruce Mathers III, Holly Brook Hafermann | – |
| 24. Oktober 2010 – 25. Dezember 2010 9 Wochen (insgesamt 12) | 12                                    | Shakira feat. El Cata                        | Loca Armando Christian Pérez, Edward Edwin Bello Pou, Shakira Isabel Mebarak Ripoll, Carlos Daniel Crespo-Planas | – |
| 26. Dezember 2010 – 1. Januar 2011 1 Woche | 1                                     | Amaia Montero                                | Chiquitita Benny Goran Bror Andersson, Björn Kristian Ulvaeus | – |

## Alben
| ← 2009 ← | Liste der Nummer-eins-Hits in Spanien | Liste der Nummer-eins-Hits in Spanien | Liste der Nummer-eins-Hits in Spanien | 2011 →                    |
| \| Zeitraum \| Wo. ges. \| Interpret \| Titel \| Zusätzliche Informationen \| \| (Zeitraum, Wochen auf Platz eins, Interpret, Titel, zusätzliche Informationen) \| \| \| \| \| \| ------------------------------------------------------------------------------ \| -------- \| ----------------------- \| ----------------------------- \| ------------------------- \| \| 9. November 2009 – 16. Januar 2010 9 Wochen \| 9 \| Joaquín Sabina \| Vinagre y rosas \| – \| \| 17. Januar 2010 – 6. Februar 2010 3 Wochen (insgesamt 4) \| 4 \| Alejandro Sanz \| Paraíso Express \| – \| \| 7. Februar 2010 – 13. Februar 2010 1 Woche \| 1 \| Estopa \| X Anniversarivm \| – \| \| 14. Februar 2010 – 20. Februar 2010 1 Woche \| 1 \| Sade \| Soldier of Love \| – \| \| 21. Februar 2010 – 27. Februar 2010 1 Woche \| 1 \| Bunbury \| Las consecuencias \| – \| \| 28. Februar 2010 – 6. März 2010 1 Woche (insgesamt 3) \| 3 \| Joan Manuel Serrat \| Hijo de la luz y de la sombra \| – \| \| 7. März 2010 – 13. März 2010 1 Woche \| 1 \| Bustamante \| A contracorriente \| – \| \| 14. März 2010 – 20. März 2010 1 Woche (insgesamt 3) \| 3 \| Miguel Bosé \| Cardio \| – \| \| 21. März 2010 – 27. März 2010 1 Woche (insgesamt 3) \| 3 \| Joan Manuel Serrat \| Hijo de la luz y de la sombra \| – \| \| 28. März 2010 – 3. April 2010 1 Woche (insgesamt 3) \| 3 \| Miguel Bosé \| Cardio \| – \| \| 4. April 2010 – 10. April 2010 1 Woche \| 1 \| Sergio Dalma \| Trece \| – \| \| 11. April 2010 – 24. April 2010 2 Wochen \| 2 \| Mägo de Oz \| Gaia III – Atlantia \| – \| \| 25. April 2010 – 1. Mai 2010 1 Woche (insgesamt 3) \| 3 \| Joan Manuel Serrat \| Hijo de la luz y de la sombra \| – \| \| 2. Mai 2010 – 8. Mai 2010 1 Woche (insgesamt 3) \| 3 \| Miguel Bosé \| Cardio \| – \| \| 9. Mai 2010 – 29. Mai 2010 3 Wochen \| 3 \| Justin Bieber \| My Worlds \| – \| \| 30. Mai 2010 – 5. Juni 2010 1 Woche \| 1 \| Marc Anthony \| Iconos \| – \| \| 6. Juni 2010 – 12. Juni 2010 1 Woche \| 1 \| Andrés Calamaro \| On the Rock – 2010 \| – \| \| 13. Juni 2010 – 19. Juni 2010 1 Woche (insgesamt 6) \| 6 \| David Guetta \| One Love \| – \| \| 20. Juni 2010 – 26. Juni 2010 1 Woche \| 1 \| Juan Luis Guerra Y 4.40 \| A son de Guerra \| – \| \| 27. Juni 2010 – 10. Juli 2010 2 Wochen \| 2 \| Miley Cyrus \| Can’t Be Tamed \| – \| \| 11. Juli 2010 – 24. Juli 2010 2 Wochen \| 2 \| Enrique Iglesias \| Euphoria \| – \| \| 25. Juli 2010 – 21. August 2010 4 Wochen (insgesamt 6) \| 6 \| David Guetta \| One Love \| – \| \| 22. August 2010 – 4. September 2010 2 Wochen \| 2 \| Iron Maiden \| The Final Frontier \| – \| \| 5. September 2010 – 11. September 2010 1 Woche (insgesamt 6) \| 6 \| David Guetta \| One Love \| – \| \| 12. September 2010 – 18. September 2010 1 Woche \| 1 \| El Arrebato \| Lo que el viento me dejó \| – \| \| 19. September 2010 – 2. Oktober 2010 2 Wochen \| 2 \| Luis Miguel \| Luis Miguel \| – \| \| 3. Oktober 2010 – 9. Oktober 2010 1 Woche \| 1 \| Rulo y la Contrabanda \| Señales de humo \| – \| \| 10. Oktober 2010 – 16. Oktober 2010 1 Woche \| 1 \| Merche \| Acordes de mi diario \| – \| \| 17. Oktober 2010 – 23. Oktober 2010 1 Woche \| 1 \| Malú \| Guerra fría \| – \| \| 24. Oktober 2010 – 30. Oktober 2010 1 Woche \| 1 \| Shakira \| Sale el sol \| – \| \| 31. Oktober 2010 – 20. November 2010 3 Wochen \| 3 \| Dani Martín \| Pequeño \| – \| \| 21. November 2010 – 27. November 2010 1 Woche \| 1 \| Bruce Springsteen \| The Promise \| – \| \| 28. November 2010 – 5. Februar 2011 10 Wochen \| 10 \| Sergio Dalma \| Via Dalma \| – \| |                                       |                                       |                                       |                           |
| ← 2009 |                                       |                                       |                                       | → 2011 →                  |
| Zeitraum | Wo. ges.                              | Interpret                             | Titel                                 | Zusätzliche Informationen |
| (Zeitraum, Wochen auf Platz eins, Interpret, Titel, zusätzliche Informationen) |                                       |                                       |                                       |                           |
| 9. November 2009 – 16. Januar 2010 9 Wochen | 9                                     | Joaquín Sabina                        | Vinagre y rosas                       | –                         |
| 17. Januar 2010 – 6. Februar 2010 3 Wochen (insgesamt 4) | 4                                     | Alejandro Sanz                        | Paraíso Express                       | –                         |
| 7. Februar 2010 – 13. Februar 2010 1 Woche | 1                                     | Estopa                                | X Anniversarivm                       | –                         |
| 14. Februar 2010 – 20. Februar 2010 1 Woche | 1                                     | Sade                                  | Soldier of Love                       | –                         |
| 21. Februar 2010 – 27. Februar 2010 1 Woche | 1                                     | Bunbury                               | Las consecuencias                     | –                         |
| 28. Februar 2010 – 6. März 2010 1 Woche (insgesamt 3) | 3                                     | Joan Manuel Serrat                    | Hijo de la luz y de la sombra         | –                         |
| 7. März 2010 – 13. März 2010 1 Woche | 1                                     | Bustamante                            | A contracorriente                     | –                         |
| 14. März 2010 – 20. März 2010 1 Woche (insgesamt 3) | 3                                     | Miguel Bosé                           | Cardio                                | –                         |
| 21. März 2010 – 27. März 2010 1 Woche (insgesamt 3) | 3                                     | Joan Manuel Serrat                    | Hijo de la luz y de la sombra         | –                         |
| 28. März 2010 – 3. April 2010 1 Woche (insgesamt 3) | 3                                     | Miguel Bosé                           | Cardio                                | –                         |
| 4. April 2010 – 10. April 2010 1 Woche | 1                                     | Sergio Dalma                          | Trece                                 | –                         |
| 11. April 2010 – 24. April 2010 2 Wochen | 2                                     | Mägo de Oz                            | Gaia III – Atlantia                   | –                         |
| 25. April 2010 – 1. Mai 2010 1 Woche (insgesamt 3) | 3                                     | Joan Manuel Serrat                    | Hijo de la luz y de la sombra         | –                         |
| 2. Mai 2010 – 8. Mai 2010 1 Woche (insgesamt 3) | 3                                     | Miguel Bosé                           | Cardio                                | –                         |
| 9. Mai 2010 – 29. Mai 2010 3 Wochen | 3                                     | Justin Bieber                         | My Worlds                             | –                         |
| 30. Mai 2010 – 5. Juni 2010 1 Woche | 1                                     | Marc Anthony                          | Iconos                                | –                         |
| 6. Juni 2010 – 12. Juni 2010 1 Woche | 1                                     | Andrés Calamaro                       | On the Rock – 2010                    | –                         |
| 13. Juni 2010 – 19. Juni 2010 1 Woche (insgesamt 6) | 6                                     | David Guetta                          | One Love                              | –                         |
| 20. Juni 2010 – 26. Juni 2010 1 Woche | 1                                     | Juan Luis Guerra Y 4.40               | A son de Guerra                       | –                         |
| 27. Juni 2010 – 10. Juli 2010 2 Wochen | 2                                     | Miley Cyrus                           | Can’t Be Tamed                        | –                         |
| 11. Juli 2010 – 24. Juli 2010 2 Wochen | 2                                     | Enrique Iglesias                      | Euphoria                              | –                         |
| 25. Juli 2010 – 21. August 2010 4 Wochen (insgesamt 6) | 6                                     | David Guetta                          | One Love                              | –                         |
| 22. August 2010 – 4. September 2010 2 Wochen | 2                                     | Iron Maiden                           | The Final Frontier                    | –                         |
| 5. September 2010 – 11. September 2010 1 Woche (insgesamt 6) | 6                                     | David Guetta                          | One Love                              | –                         |
| 12. September 2010 – 18. September 2010 1 Woche | 1                                     | El Arrebato                           | Lo que el viento me dejó              | –                         |
| 19. September 2010 – 2. Oktober 2010 2 Wochen | 2                                     | Luis Miguel                           | Luis Miguel                           | –                         |
| 3. Oktober 2010 – 9. Oktober 2010 1 Woche | 1                                     | Rulo y la Contrabanda                 | Señales de humo                       | –                         |
| 10. Oktober 2010 – 16. Oktober 2010 1 Woche | 1                                     | Merche                                | Acordes de mi diario                  | –                         |
| 17. Oktober 2010 – 23. Oktober 2010 1 Woche | 1                                     | Malú                                  | Guerra fría                           | –                         |
| 24. Oktober 2010 – 30. Oktober 2010 1 Woche | 1                                     | Shakira                               | Sale el sol                           | –                         |
| 31. Oktober 2010 – 20. November 2010 3 Wochen | 3                                     | Dani Martín                           | Pequeño                               | –                         |
| 21. November 2010 – 27. November 2010 1 Woche | 1                                     | Bruce Springsteen                     | The Promise                           | –                         |
| 28. November 2010 – 5. Februar 2011 10 Wochen | 10                                    | Sergio Dalma                          | Via Dalma                             | –                         |

## Jahreshitparaden
| ← 2009 ← | Liste der Nummer-eins-Hits in Spanien | Liste der Nummer-eins-Hits in Spanien            | Liste der Nummer-eins-Hits in Spanien | 2011 →   |
| \| Singles \| Position# \| Alben \| \| --------------------------------------------------------------------------------------------------------------------------------------------------------------------------------------------------------------------------------------------------------------------------------------------------------------------------- \| --------- \| ------------------------------------------------ \| \| Waka Waka (This Time for Africa) Shakira feat. Freshlyground Shakira Isabel Mebarak Ripoll, John Graham Hill, Zolani Monica Mahola, Simon Eric Attwell, Peter David Cohen, Kyla-Rose Smith, Julio Navela Sigauque, Neil John Francis Hawks, Eugene Victor Doo Belley, Jean Paul Zé Bella, Emile Kojidie, Seredeal Scheepers \| 1 \| Via Dalma Sergio Dalma \| \| El run run Estopa David Muñoz Calvo, José Manuel Muñoz Calvo \| 2 \| Hijo de la luz y de la sombra Joan Manuel Serrat \| \| We No Speak Americano Yolanda Be Cool vs. DCUP Musik: Renato Carosone; Text: Nicola Salerno \| 3 \| Paraíso Express Alejandro Sanz \| \| Sick of Love Robert Ramírez Robert Ramírez Carrasco \| 4 \| Pequeño Dani Martín \| \| Stereo Love Edward Maya & Vika Jigulina Eduard Marian Ilie, Victoria Corneva, Eldar Bəhram oğlu Mansurov \| 5 \| Cardio Miguel Bosé \| \| Bad Romance Lady Gaga Nadir Khayat Maher, Stefani Joanne Angelina Germanotta \| 6 \| My Worlds Justin Bieber \| \| Loca Shakira feat. El Cata Armando Christian Pérez, Edward Edwin Bello Pou, Shakira Isabel Mebarak Ripoll, Carlos Daniel Crespo-Planas \| 7 \| Vinagre y rosas Joaquín Sabina \| \| Alejandro Lady Gaga Nadir Khayat Maher, Stefani Joanne Angelina Germanotta \| 8 \| X Anniversarivm Estopa \| \| Gypsy Shakira Amanda Louisa Gosein-Cameron, Ian Alec Harvey Dench, Carl Allen Sturken, Evan A. Rogers, Shakira Isabel Mebarak Ripoll \| 9 \| Sin mirar atrás David Bisbal \| \| Mi princesa David Bisbal Amaury Gutiérrez Brufau, David Bisbal Ferre \| 10 \| A contracorriente Bustamante \| |                                       |                                                  |                                       |          |
| ← 2009 |                                       |                                                  |                                       | → 2011 → |
| Singles | Position#                             | Alben                                            |                                       |          |
| Waka Waka (This Time for Africa) Shakira feat. Freshlyground Shakira Isabel Mebarak Ripoll, John Graham Hill, Zolani Monica Mahola, Simon Eric Attwell, Peter David Cohen, Kyla-Rose Smith, Julio Navela Sigauque, Neil John Francis Hawks, Eugene Victor Doo Belley, Jean Paul Zé Bella, Emile Kojidie, Seredeal Scheepers | 1                                     | Via Dalma Sergio Dalma                           |                                       |          |
| El run run Estopa David Muñoz Calvo, José Manuel Muñoz Calvo | 2                                     | Hijo de la luz y de la sombra Joan Manuel Serrat |                                       |          |
| We No Speak Americano Yolanda Be Cool vs. DCUP Musik: Renato Carosone; Text: Nicola Salerno | 3                                     | Paraíso Express Alejandro Sanz                   |                                       |          |
| Sick of Love Robert Ramírez Robert Ramírez Carrasco | 4                                     | Pequeño Dani Martín                              |                                       |          |
| Stereo Love Edward Maya & Vika Jigulina Eduard Marian Ilie, Victoria Corneva, Eldar Bəhram oğlu Mansurov | 5                                     | Cardio Miguel Bosé                               |                                       |          |
| Bad Romance Lady Gaga Nadir Khayat Maher, Stefani Joanne Angelina Germanotta | 6                                     | My Worlds Justin Bieber                          |                                       |          |
| Loca Shakira feat. El Cata Armando Christian Pérez, Edward Edwin Bello Pou, Shakira Isabel Mebarak Ripoll, Carlos Daniel Crespo-Planas | 7                                     | Vinagre y rosas Joaquín Sabina                   |                                       |          |
| Alejandro Lady Gaga Nadir Khayat Maher, Stefani Joanne Angelina Germanotta | 8                                     | X Anniversarivm Estopa                           |                                       |          |
| Gypsy Shakira Amanda Louisa Gosein-Cameron, Ian Alec Harvey Dench, Carl Allen Sturken, Evan A. Rogers, Shakira Isabel Mebarak Ripoll | 9                                     | Sin mirar atrás David Bisbal                     |                                       |          |
| Mi princesa David Bisbal Amaury Gutiérrez Brufau, David Bisbal Ferre | 10                                    | A contracorriente Bustamante                     |                                       |          |